# Jack M. Campbell

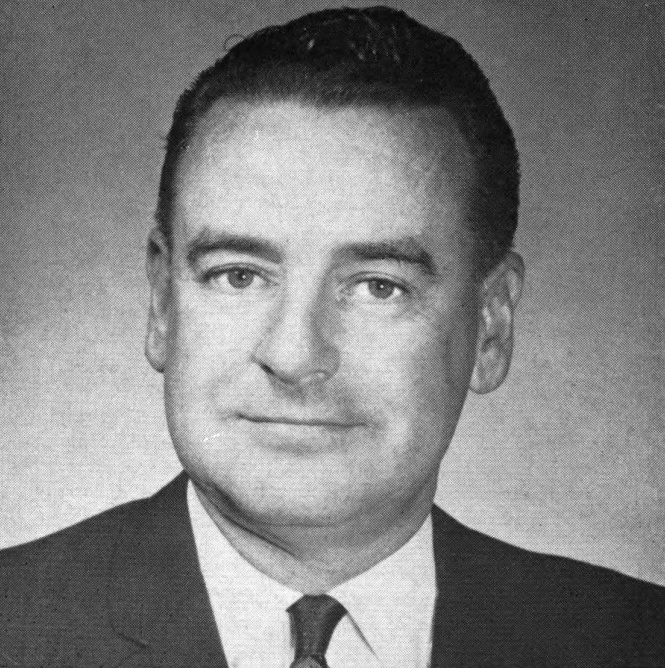
Jack M. Campbell, 1966

Jack M. Campbell (* 10. September 1916 in Hutchinson, Kansas; † 14. Juni 1999 in Santa Fe, New Mexico) war ein US-amerikanischer Politiker und von 1963 bis 1967 Gouverneur des Bundesstaates New Mexico.

## Frühe Jahre und politischer Aufstieg
Jack Campbell besuchte bis 1940 das Washburn College, an dem er unter anderem Jura studierte. Während des Zweiten Weltkrieges diente er im United States Marine Corps. Nach dem Krieg war er in Albuquerque als Rechtsanwalt tätig. Außerdem arbeitete er als FBI-Ermittler.
Campbell war Mitglied der Demokratischen Partei. Zwischen 1955 und 1962 saß er als Abgeordneter im Repräsentantenhaus von New Mexico. Seit 1960 war er Speaker des Hauses. Am 6. November 1962 wurde er mit 53:47 Prozent der Stimmen gegen den republikanischen Amtsinhaber Edwin L. Mechem zum neuen Gouverneur seines Staates gewählt.

## Gouverneur von New Mexico
Campbell trat sein neues Amt am 1. Januar 1963 an. Nach einer Wiederwahl im Jahr 1964 konnte er es bis zum 1. Januar 1967 ausüben. In seiner insgesamt vierjährigen Regierungszeit wurden Programme zur Hilfe von geistig Behinderten aufgelegt. Ein Ausbauprogramm der Autobahnen wurde ausgearbeitet und eine Brücke über den Rio Grande gebaut. Bei der Regierung wurde ein wissenschaftlicher Berater angestellt.
Nach dem Ende seiner Gouverneurszeit war Campbell zwischen 1967 und 1971 Mitglied der atomaren Sicherheitskommission. Im Jahr 1969 war er Präsident des Bundes der Rocky-Mountain-Staaten (Federation of Rocky Mountain States). Jack Campbell verstarb im Juni 1999. Er war mit Ruthanne DeBus verheiratet, mit der er vier Kinder hatte.